# Godefridus Adrianus Joseph van Heereveld
Godefridus Adrianus Joseph van Heereveld (Cuijk en Sint Agatha, 16 mei 1906 – 5 mei 1980) was een Nederlands burgemeester.
Hij werd geboren als zoon van Joannes Adrianus Jozef van Heereveld (1878-1950; koopman) en Catharina Lucia Linsen (1881-1951). Hij was gemeentesecretaris van de Noord-Brabantse gemeente Zeeland voor hij in april 1950 benoemd werd tot burgemeester van Nuland. In juni 1971 ging Heereveld met pensioen en in 1980 overleed hij op 73-jarige leeftijd.